# Patur
Patur es una ciudad y  municipio situada en el distrito de Akola en el estado de Maharashtra (India). Su población es de 21095 habitantes (2011). 

## Demografía
Según el censo de 2011 la población de Patur era de 21095 habitantes, de los cuales 10880 eran hombres y 10215 eran mujeres. Patur tiene una tasa media de alfabetización del 90,39%, superior a la media estatal del 82,34%: la alfabetización masculina es del 93,60%, y la alfabetización femenina del 87%.